# Hồ Na Hang
Hồ Na Hang là một hồ nằm trong khu bảo tồn thiên nhiên Na Hang. Hồ được hình thành do dâng nước làm nhà máy thủy điện Tuyên Quang (tên khác của Nhà máy thủy điện Na Hang)